# Vuka (općina)
Vuka je mjesto i općina u Hrvatskoj. Nalazi se u Osječko-baranjskoj županiji.

## Zemljopis
Vuka se nalazi oko 20 kilometara jugozapadno od grada Osijeka na državnoj cesti D7 Osijek - Đakovo. Kroz naselje protječe rijeka Vuka.

## Stanovništvo
Prema popisu stanovništva 2011. u općini Vuka živjelo je 1.237 stanovnika raspodijeljenih u tri naselja.
- Hrastovac - 174
- Lipovac Hrastinski - 82
- Vuka - 981

| broj stanovnika | 546   | 606   | 485   | 639   | 703   | 811   | 792   | 954   | 922   | 1019  | 1191  | 1435  | 1349  | 1364  | 1312  | 1200  | 984   |
|                 | 1857. | 1869. | 1880. | 1890. | 1900. | 1910. | 1921. | 1931. | 1948. | 1953. | 1961. | 1971. | 1981. | 1991. | 2001. | 2011. | 2021. |

| broj stanovnika | 546   | 606   | 485   | 639   | 684   | 787   | 772   | 845   | 856   | 927   | 1047  | 1326  | 1289  | 1290  | 1059  | 945   | 764   |
|                 | 1857. | 1869. | 1880. | 1890. | 1900. | 1910. | 1921. | 1931. | 1948. | 1953. | 1961. | 1971. | 1981. | 1991. | 2001. | 2011. | 2021. |

## Uprava
Uprava čine načelnik općine i 11 vijećnika.

## Povijest
U vremenu 1751. – 1773. biskup Đakovačko-bosanske biskupije i veliki župan Požeške županije Josip Antun Ćolnić je inicirao preseljenje 36 katoličkih obitelji iz okolice Dervente i franjevačkog samostana u Plehanu. Za uređivanje puta koji je vodio od Đakova prema Osijeku tada je osnovao selo Josipovac na rijeci Vuka (kasnije će ime ovog mjesta biti preimenovano u Vuka, a stanovnici zvati "s Vuke", umjesto "iz Vuke"). U svrhu preseljenja i obavljenog iskrčenja šikara i šuma, obitelji su dobile dozvole za podizanje kuća i pretvaranje iskrčenog zemljišta u oranice i livade, te bile oslobođene feudalnih obaveza toga doba.
O promjeni imena naselja Vuka 1773., umjesto Josipovac (nakon smrti biskupa Josipa Čolnić), mjesto je dobilo ime prema rijeci Vuka koja ga je okruživala i bila na neki način generator uspješnog gospodarskog i ostalog razvitka sela. Sama činjenica da ga je osnovao biskup Josip, te što je isti sagradio crkvu (posvećenu Sv.Josipu) nije do danas razjašnjenja u namjeri otkrivanja razloga promjene imena mjesta Josipovac- Vuka.

## Crkva
- Rimokatolička crkva Svetog Josipa ujedno i katolička župa s filijalama u Beketinci, Hrastovac, Lipovac i Široko Polje, a koja pripada čepinskom dekanatu Đakovačko-osječke nadbiskupije. Crkveni god ili kirvaj slavi se 19. ožujka, a ujedno se tada slavi i dan općine.

## Gospodarstvo
- Žito d.o.o. - Farma kokoši nesilica
- B.I.J.A.F. d.o.o. - Mlinsko – pekarska djelatnost i proizvodnja mlijeka i mesa

## Poznate osobe
- Milko Cepelić - svećenik, skupljač, povjesničar i etnograf
- Josip Adamček - povjesničar
- Katarina Matanović Kulenović - prva hrvatska pilotkinja i padobranka

## Spomenici i znamenitosti
- Crkva sv. Josipa - Sagrađena 1770. godine

## Obrazovanje
- Osnovna škola Milka Cepelića.

## Kultura
- KUD "Milko Cepelić" Vuka

## Šport
- NK Šubić Vuka (3. ŽNL Osječko-baranjska, NS Osijek, 2008./09.).
- Boćarski klub "Veteran Vuka"

## Ostalo
- Dobrovoljno vatrogasno društvo Vuka
- Lovačko društvo "Kuna" Vuka
- Udruga sindikata umirovljenika Hrvatske Vuka
- Odred rendžera "Hrastovi" Vuka

## Vanjske poveznice
- Stranice Općine Vuka
- Osnovna škola Milka Cepelića  Arhivirana inačica izvorne stranice od 23. travnja 2023. (Wayback Machine)